# Speak Now (Taylor’s Version)
Speak Now (Taylor’s Version) – trzeci ponownie nagrany album amerykańskiej piosenkarki i autorki tekstów Taylor Swift, wydany 7 lipca 2023 przez Republic Records. Ponowne nagranie trzeciego albumu studyjnego Taylor, Speak Now (2010), jest częścią jej projektów ponownego nagrania po sporze z 2019 roku dotyczącym własności jej dyskografii. Artystka ogłosiła wydanie albumu na koncercie w Nashville w ramach swojej szóstej trasy koncertowej The Eras Tour, która odbyła się 5 maja 2023.

## Lista utworów (3 LP)
Lista według Discogs:
A1 Mine (Taylor’s Version)
A2 Sparks Fly (Taylor’s Version)
A3 Back To December (Taylor’s Version)
A4 Speak Now (Taylor’s Version)
B5 Dear John (Taylor’s Version)
B6 Mean (Taylor’s Version)
B7 The Story Of Us (Taylor’s Version)
B8 Never Grow Up (Taylor’s Version)
C9 Enchanted (Taylor’s Version)
C10 Better Than Revenge (Taylor’s Version)
C11 Innocent (Taylor’s Version)
C12	Haunted (Taylor’s Version)
D13	Last Kiss (Taylor’s Version)
D14	Long Live (Taylor’s Version)
D15	Ours (Taylor’s Version)
D16	Superman (Taylor’s Version)
E17	Electric Touch (Taylor’s Version) (From The Vault)
E18	When Emma Falls In Love (Taylor’s Version) (From The Vault)
E19	I Can See You (Taylor’s Version) (From The Vault)
F20	Castles Crumbling (Taylor’s Version) (From The Vault)
F21	Foolish One (Taylor’s Version) (From The Vault)
F22	Timeless (Taylor’s Version) (From The Vault)